# Distributed Component Object Model
DCOM (ang. Distributed Component Object Model) — interfejs programistyczny realizujący rozproszony obiektowy model składników. Jest opatentowaną technologią firmy Microsoft służącą do budowania składników programowych i zapewniania komunikacji między nimi w małej sieci komputerowej. Skonstruowany został również zestaw bazowy takich składników.
Rozwinięty z COM jako odpowiedź na CORBA, stał się później częścią COM+. Został przez Microsoft uznany za przestarzały na rzecz platformy .NET Framework.
Dodanie litery „D” do COM spowodowane było szerokim wykorzystaniem technologii DCE/RPC (Distributed Computing Environment / Remote Procedure Call), a dokładniej udoskonalonej przez Microsoft wersji, znanej jako MSRPC. 
Stosownie do tego określenia, DCOM miał rozwiązać problemy:
- Serializacja argumentów i wartości zwracanych wywoływanych metod, oraz reprezentację ich podczas połączenia.
- Rozproszone zbieranie nieużytków - zapewnienie, że połączenie nawiązane przez program klienta zostanie zwolnione, gdy na przykład proces klienta ulegnie awarii lub połączenie sieciowe zostanie przerwane.

Jednym z kluczowych czynników w rozwiązywaniu tych problemów jest zastosowanie DCE / RPC jako mechanizmu RPC wykorzystanego w DCOM. DCE / RPC ma ściśle określone zasady dotyczące serializacji i kto jest odpowiedzialny za zwolnienie pamięci. 